# 200 Motels (Soundtrack)

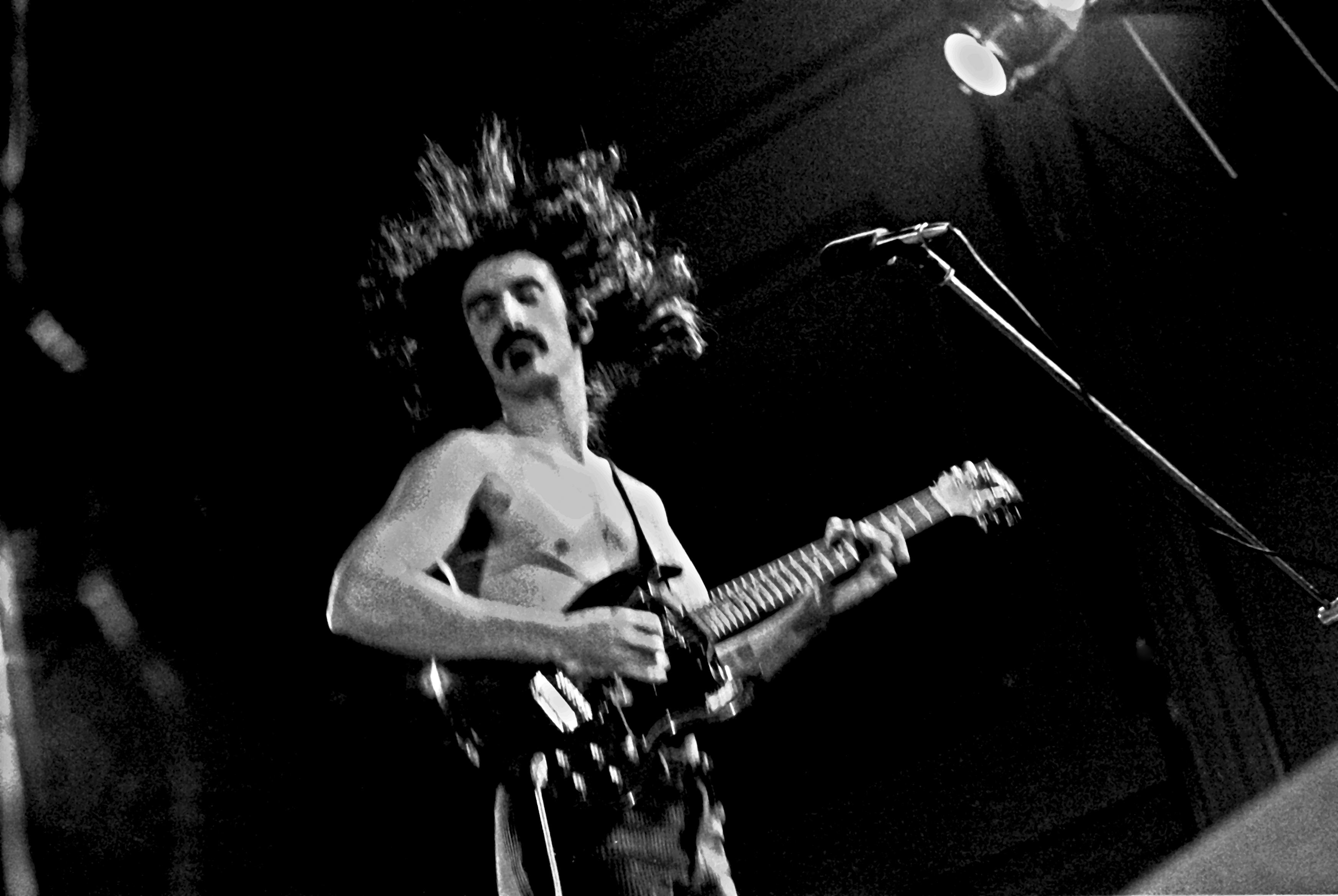
Frank Zappa & The Mothers Of Invention, im Dezember 1971, Musikhalle Hamburg

Das Album 200 Motels (Soundtrack) zu Frank Zappas Film 200 Motels wurde 1971 von United Artists Records veröffentlicht. Das Album erreichte Platz 59 in dem Billboard 200 Charts.
In der Originalausgabe wurde das Doppelalbum in einer in der Mitte klappbaren „Gatefold-Hülle“ produziert. Zu der ab 1997 produzierten CD-Version (ebenfalls auf zwei CDs) waren zusätzlich ein 16-seitiges Booklet (Beiheft) und ein Poster (84 × 54 cm) beigelegt.

## Hintergrund
Als reiner Soundtrack zum Film hatte 200 Motels (aus dem Kontext gerissen) Akzeptanzprobleme. Der Film wurde kontrovers diskutiert.
Wie auch der Film behandelt das Album einen losen Handlungsstrang aus dem Tourneeleben der The Mothers of Invention, die in der kleinen Stadt Centerville verrückt werden, und den Bassisten Jeff, der die Gruppe verlassen hat, ebenso wie sein echtes Gegenstück Jeff Simmons, der gegangen war, bevor die Dreharbeiten zum Film begannen, und der für den Film durch Martin Lickert ersetzt wurde.
Das Album ist ein typisch „verrückter Zappa“ jener Ära, mit unvorhersehbaren scharfen Wendungen zwischen knusprigem Rockbombast, Orchestrierung und Jazz-/Klassik-Einflüssen sowie Interjektionen verrückter gesprochener Dialoge. 200 Motels ist nicht so songorientiert wie seine ersten Alben, aber auch nicht so „ernst“ oder so „albern“ wie seine späteren Platten. Auf der anderen Seite wächst die Tendenz, den schmutzigen, billigen Humor einzusetzen, der bald einen Großteil von Zappas Arbeit dominierte.

## Titelliste (LP)
Hier in der Version als Doppelalbum von 1971.
| A1  | Semi-Fraudulent / Direct-From-Hollywood Overture | 1:59  |
| A2  | Mystery Roach                                    | 2:33  |
| A3  | Dance Of The Rock & Roll Interviewers            | 0:48  |
| A4  | This Town Is A Sealed Tuna Sandwich (Prologue)   | 0:56  |
| A5  | Tuna Fish Promenade                              | 2:30  |
| A6  | Dance Of The Just Plain Folks                    | 4:39  |
| A7  | This Town Is A Sealed Tuna Sandwich (Reprise)    | 0:59  |
| A8  | The Sealed Tuna Bolero                           | 1:40  |
| A9  | Lonesome Cowboy Burt                             | 3:51  |
| B1  | Touring Can Make You Crazy                       | 2:53  |
| B2  | Would You Like A Snack?                          | 1:23  |
| B3  | Redneck Eats                                     | 3:03  |
| B4  | Centerville                                      | 2:31  |
| B5  | She Painted Up Her Face                          | 1:42  |
| B6  | Janet's Big Dance Number                         | 1:18  |
| B7  | Half A Dozen Provocative Squats                  | 1:57  |
| B8  | Mysterioso                                       | 0:48  |
| B9  | Shove It Right In                                | 2:32  |
| B10 | Lucy's Seduction Of A Bored Violinist & Postlude | 4:00  |
| C1  | I'm Stealing The Towels                          | 2:14  |
| C2  | Dental Hygiene Dilemma                           | 5:12  |
| C3  | Does This Kind Of Life Look Interesting To You?  | 3:00  |
| C4  | Daddy, Daddy, Daddy                              | 3:11  |
| C5  | Penis Dimension                                  | 4:35  |
| C6  | What Will This Evening Bring Me This Morning     | 3:27  |
| D1  | A Nun Suit Painted On Some Old Boxes             | 1:09  |
| D2  | Magic Fingers                                    | 3:55  |
| D3  | Motorhead's Midnight Ranch                       | 1:30  |
| D4  | Dew On The Newts We Got                          | 1:10  |
| D5  | The Lad Searches The Night For His Newts         | 0:41  |
| D6  | The Girl Wants To Fix Him Some Broth             | 1:10  |
| D7  | The Girl's Dream                                 | 0:55  |
| D8  | Little Green Scratchy Sweaters & Courduroy Ponce | 1:01  |
| D9  | Strictly Genteel (The Finale)                    | 11:09 |

### Erweiterung auf CD
Auf der Compact Disc („CD-Version“) von 1997 wurden zusätzliche bonus tracks angeboten.
| 01 | „Coming Soon!“ (Cut 1)                         | 0:56 |
| 02 | „The Wide Screen“ (Cut 2)                      | 0:57 |
| 03 | „Coming Soon!“ (Cut 3)                         | 0:31 |
| 04 | „Frank Zappa's 200 Motels“ (Cut 4)             | 0:11 |
| 05 | „Magic Fingers“ (Single Edit)                  | 2:57 |
| 06 | „Original Theatrical Trailer“ (ENHANCED TRACK) | 3:28 |

## Mitwirkende
| Jimmy Carl Black – (Band „The Mothers“) | Vocals                                       |
| Martin Lickert – (Band „The Mothers“)   | Bass                                         |
| Aynsley Dunbar – (Band „The Mothers“)   | Drums                                        |
| Ruth Underwood – (Band „The Mothers“)   | Drums (Orchestra Drum Set)                   |
| Frank Zappa – (Band „The Mothers“)      | Guitar, Bass                                 |
| George Duke – (Band „The Mothers“)      | Keyboards, Posaune                           |
| Ian Underwood – (Band „The Mothers“)    | Keyboards, Blasinstrumente                   |
| Howard Kaylan – (Band „The Mothers“)    | Performer („Special Material“)               |
| Mark Volman – (Band „The Mothers“)      | Vocals, Performer („Special Material“)       |
| Jim Pons – (Band „The Mothers“)         | Voice (Voice Of The Bad Conscience)          |
| Frank Zappa                             | Komposition, Orchestrierung, Arrangement     |
| Elgar Howarth                           | Dirigent (Royal Philharmonic Orchestra)      |
| David Van Asch                          | Dirigent (The Top Score Singers)             |
| Cal Schenkel                            | Design (Album Package & Book Design)         |
| Dave McMacken                           | Design (Cover / Poster Design), Illustration |
| Bob Auger                               | Tontechnik (Live Recording Engineer)         |
| Barry Keene                             | Tontechnik (Overdub & Re-mix Engineer)       |
| Classical Guitar Ensemble               | Ensemble                                     |
| Dick Barber                             | Management [Road Manager]                    |
| Theodore Bikel                          | Erzähler                                     |
| Ian Stock, Mark Volman                  | Photographie                                 |
| Frank Zappa                             | Produzent                                    |
| John Williams                           | Supervisor (Classical Guitar Ensemble)       |
| Dave O’Neil, Paul Hof                   | Techniker                                    |
| The Top Score Singers                   | Vocals                                       |

## Veröffentlichungen und Bewertung

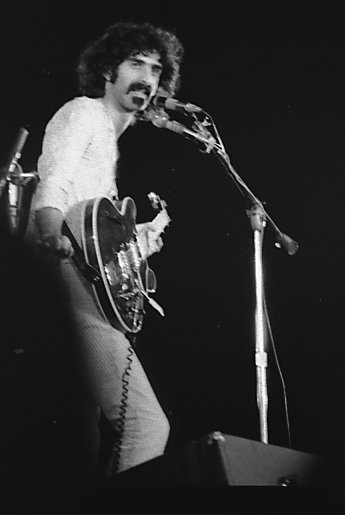
Frank Zappa, Theatre de Clichy (Paris), 1971

Nach der ersten Veröffentlichung 1971 erreichte das Soundtrack-Album zu 200 Motels Platz 59 der Billboard 200 Charts. 1997 wurde das Album zusammen mit einer Neuauflage des Films auf CD veröffentlicht. Die CD-Ausgabe enthielt umfangreiche Liner Notes (Zusatzinformationen), Bildmaterial, ein kleines Poster zum Film und Bonustracks (siehe oben).
Von Musikkritikern wurde das Album 200 Motels eher als Randerscheinung in Zappas Gesamtwerk angesehen. Richie Unterberger von Allmusic kritisierte die „wachsende Tendenz, den schmutzigen, billigen Humor einzusetzen, der bald einen Großteil von Zappas Arbeit dominieren würde“, sagte aber auch, dass „denjenigen, die seine Arbeit Ende der 60er / Anfang der 70er mögen […] diese Geldstrafe wahrscheinlich gefallen wird“. Trotzdem wurde das Werk von Allmusic mit vier von fünf Sternen bewertet. Entertainment Weekly vergab ein „B“.
Zappa selbst verglich das Werk mit einem aufwendigen Insiderwitz, der für dasjenige Publikum angelegt sei, das bereits etwas über die Geschichte der Mothers of Invention wisse.